# Oncidium ochmatochilum
O Oncidium ochmatochilum é uma espécie de orquídeas do gênero Oncidium, da subfamília Epidendroideae pertencente à  família das Orquidáceas. É nativa do sudeste do México até o Peru.

## Sinônimos
- Oncidium cardiochilum Lindl. (1855)
- Odontoglossum cardiochilum (Lindl.) Kraenzl. (1922)
- Oncidium chelidon Kraenzl. (1922)
- Oncidium chelidonizon Kraenzl. (1922)
- Cyrtochiloides cardiochila (Lindl.) N.H. Williams & M.W. Chase (2001)
- Cyrtochiloides ochmatochila (Rchb.f.) N.H. Williams & M.W. Chase (2001)